# Cursed (2000)
Cursed (posteriormente renomeada como The Weber Show) é uma série de televisão norte-americana do gênero sitcom, exibida na NBC de 26 de outubro de 2000 a 26 de abril de 2001. É estrelada por Steven Weber, Amy Pietz, Wendell Pierce e Chris Elliott.

## Premissa
A série se destaca por ter uma mudança abrupta de título no meio de sua primeira temporada. A premissa inicial era que seu protagonista (Weber) havia sido amaldiçoado por uma ex-namorada e, portanto, encontrava constantemente azar. A série não conseguiu encontrar público e, no meio da temporada, todo o roteiro da "má sorte" foi abandonado abruptamente. A mesma foi reformulada como uma sitcom tradicional e renomeada como The Weber Show. Apesar da mudança (ou talvez por causa dela), a série ainda enfrentou dificuldades e foi cancelada no final da temporada, deixando um suspense sem solução.

## Elenco
- Steven Weber como Jack Nagle
- Amy Pietz como Melissa Taylor
- Chris Elliott como Larry Heckman
- Wendell Pierce como Wendell Simms
- Paula Marshall como Katie

## Episódios
| N.º | Título                                                | Dirigido por        | Escrito por                     | Exibição original      | Cód. de produção | Audiência EUA (milhões) |
| --- | ----------------------------------------------------- | ------------------- | ------------------------------- | ---------------------- | ---------------- | ----------------------- |
| 1 | "Pilot"                                               | James Burrows       | Mitchel Katlin & Nat Bernstein  | 26 de outubro de 2000  | 1000             | 17,85                   |
| Um encontro às cegas lança um feitiço sobre Jack, que passa a acreditar que está com má sorte.                                                |                                                       |                     |                                 |                        |                  |                         |
| 2 | "...And Then He Gave Her Some Old Linguine"           | Michael Lembeck     | Phil Baker & Drew Vaupen        | 2 de novembro de 2000  | 1003             | 18,42                   |
| Jack tenta reconquistar Melissa. |                                                       |                     |                                 |                        |                  |                         |
| 3 | "...And Then She Gave Him The Bird"                   | Michael Lembeck     | Ellen Byron & Lissa Kapstrom    | 9 de novembro de 2000  | 1004             | 15,48                   |
| Jack revela um acidente de infância que leva Larry a anular a amizade deles.                                                                  |                                                       |                     |                                 |                        |                  |                         |
| 4 | "...And Then He Had to Give a Thumbs Up"              | Barnet Kellman      | Michael Curtis                  | 16 de novembro de 2000 | 1005             | 18,35                   |
| 5 | "...And Then He Looked At Wendell's Thing"            | James Widdoes       | Ellen Byron & Lissa Kapstrom    | 7 de dezembro de 2000  | 1006             | 14,78                   |
| Jack põe em risco sua amizade com Wendell ao se intrometer em seu trabalho.                                                                   |                                                       |                     |                                 |                        |                  |                         |
| 6 | "...And Then Larry Brought Charlton Heston Home"      | Andrew Tsao         | Mark J. Kunerth                 | 14 de dezembro de 2000 | 1007             | 17,21                   |
| Charlton Heston é internado no hospital com amnésia após um acidente. Jack conhece Katie. Nota: Este é o primeiro episódio com o novo título. |                                                       |                     |                                 |                        |                  |                         |
| 7 | "...And Then Wendell Wore Candy Stripes"              | Barnet Kellman      | Phil Baker & Drew Vaupen        | 4 de janeiro de 2001   | 1008             | 17,32                   |
| Jack fica com ciúmes quando sua amiga lésbica começa a sair com sua ex-namorada.                                                              |                                                       |                     |                                 |                        |                  |                         |
| 8 | "...And Then They Bought a Motorcycle with a Sidecar" | James Widdoes       | Kevin Rooney                    | 11 de janeiro de 2001  | 1009             | 15,98                   |
| Jack e Larry restauram uma motocicleta antiga.                                                                                                |                                                       |                     |                                 |                        |                  |                         |
| 9 | "...And Then Jack Found Out"                          | Barnet Kellman      | Michael Curtis                  | 25 de janeiro de 2001  | 1010             | 15,06                   |
| Jack tenta cortejar sua amiga lésbica, Katie.                                                                                                 |                                                       |                     |                                 |                        |                  |                         |
| 10 | "...And Then Jack Forgot His Dream"                   | Dana DeVally Piazza | Michael Curtis                  | 15 de março de 2001    | 1011             | 16,24                   |
| Jack incentiva o irmão de Larry (Anthony Edwards) a desistir de sua busca pelo estrelato do rock.                                             |                                                       |                     |                                 |                        |                  |                         |
| 11 | "...And Then They Tried To Make Some Rules"           | Gail Mancuso        | Gail Lerner & David Walpert     | 22 de março de 2001    | 1012             | 14,61                   |
| Uma ex-namorada (Lori Loughlin) contata Jack 15 anos depois de deixá-lo.                                                                      |                                                       |                     |                                 |                        |                  |                         |
| 12 | "...And Then Sex Freaked Jack Out"                    | Craig Knizek        | Mark J. Kunerth                 | 29 de março de 2001    | 1014             | 13,60                   |
| A intimidade de Jack com Katie leva a sentimentos românticos.                                                                                 |                                                       |                     |                                 |                        |                  |                         |
| 13 | "...And Then Jack Became The Voice of the Cougars"    | Dana DeVally Piazza | Mark J. Kunerth                 | 5 de abril de 2001     | 1013             | 9,40                    |
| Jack suborna o diretor de uma escola para permitir que ele seja o locutor de um jogo de beisebol.                                             |                                                       |                     |                                 |                        |                  |                         |
| 14 | "...And Then Jack Had Two Dates"                      | Barnet Kellman      | Liz Astrof & Gail Lerner        | 19 de abril de 2001    | 1015             | 11,26                   |
| Jack fica dividido entre Larry e Katie quando cada um exige seu tempo.                                                                        |                                                       |                     |                                 |                        |                  |                         |
| 15 | "...And Then They Hoped For A Second Season"          | Gail Mancuso        | Mark J. Kunerth & Peter Tibbals | 26 de abril de 2001    | 1016             | 11,74                   |
| Jack deve decidir se quer se comprometer com Katie depois que ela recebe uma oferta de emprego em Nova York.                                  |                                                       |                     |                                 |                        |                  |                         |
| 16 | "Jumpin' Jack's Rash"                                 | James Burrows       | Phil Baker & Drew Vaupen        | Não transmitido        | 1001             | N/A                     |
| Quando Jack fica com uma ferida na pele, ele decide visitar um médico diferente, em vez de Larry.                                             |                                                       |                     |                                 |                        |                  |                         |
| 17 | "Dog Eat Dog"                                         | James Widdoes       | Nat Bernstein & Mitchel Katlin  | Não transmitido        | 1002             | N/A                     |
| Jack ganha um cachorro para impressionar uma mulher.                                                                                          |                                                       |                     |                                 |                        |                  |                         |

## Recepção

### Recepção da crítica
No agregador de críticas Rotten Tomatoes, a série possui aprovação de 8%, baseada em 12 avaliações. Tom Shales do The Washington Post disse que "há uma tristeza terrível e assustadora" em "assistir os atores tentando tirar o melhor proveito da mão cruel que o destino e os produtores da série lhes deram". Ken Tucker da Entertainment Weekly afirmou que "não há razão para a existência de Cursed." Steve Johnson do Chicago Tribune avaliou que o piloto é "ocupado" com "cenas, noções e ideias semi-desenvolvidas". Michael Speier da revista Variety criticou a série por ser composta de "piadas sobre bunda, piadas sobre namoro e piadas sobre chefes" e que os personagens "só falam uns dos outros com sarcasmo previsível enquanto falam sobre nada".